# Château de Fukuyama
Ne pas confondre avec le château de Matsumae à Hokkaidō, souvent appelé château de Fukuyama.
Le château de Fukuyama (福山城, Fukuyama-jō), également appelé château de Hisamatsu (久松城, Hisamatsu-jō) ou château d’Iyō (葦陽城, Iyō-jō), est un château japonais situé à Fukuyama dans la préfecture de Hiroshima (à l’époque, la province de Bingo) au Japon. Construit en 1619 sous l’égide du shogunat Tokugawa, il abrita principalement les clans Mizuno et Abe.

## Histoire
La construction du château se fit relativement tard, entre 1619 et 1622 durant l’époque d’Edo. Le shogun Tokugawa Ieyasu, désireux d’asseoir son pouvoir sur les daimyos de la région de Chūgoku, décida d’installer un de ses proches vassaux à Fukuyama, Mizuno Katsunari. Il lui assura rapidement un fort soutien en argent et en matériel pour bâtir un puissant château à l’embouchure de la rivière Ashida (芦田川, Ashida-gawa), dans l’ancien village de Nogami. Katsunari renomma la bourgade « Fukuyama » et une population conséquente se forma autour du château, composée tant de guerriers que de commerçants.
À la suite de l’éclatement du clan Mizuno, le château échut momentanément au clan Matsudaira en 1700 avant d’être assigné en 1710 au clan Abe.
Le château fut finalement abandonné en 1874 sous la restauration Meiji. Puis il fut détruit en grande partie lors des bombardements de la Seconde Guerre mondiale. Restauré en 1966, il est de nos jours destiné au tourisme et héberge un musée. L’édifice est classé au Japon, tandis que la tour Fushimi et la porte Sujigane (seuls vestiges à avoir échappé aux bombardements) ont été désignées biens culturels importants.

## Architecture
Le château est un exemple typique de l’architecture sous l’époque d’Edo, avec son imposant bâtiment principal de cinq étages et deux douves le cernant, alimentées par la rivière Ashida. Plusieurs édifices proviennent du château de Fushimi à Kyoto, notamment la tour Fushimi à trois étages, ou en ont été influencés, comme la porte Sujigane (porte d’acier) et la tour Tsukimi. Parmi les édifices les plus remarquables figuraient finalement le donjon et les bains publics (tous deux trésors nationaux avant leur destruction en 1945).

## Musée du château
Le bâtiment principal abrite de nos jours le musée du château de Fukuyama. Le rez-de-chaussée se présente sous la forme d’une introduction à l’histoire et à la civilisation de l’époque d’Edo, puis le sous-sol offre principalement une galerie d’armes et d’armures. Ensuite, des œuvres d’art et des vestiges culturels sont exposés aux premiers et deuxièmes niveaux, centrés respectivement sur le clan Abe et le clan Mizuno. Au quatrième étage se trouve une collection de céramiques chinoises et japonaises. Enfin, le dernier étage offre un panorama sur la ville.

## Galerie

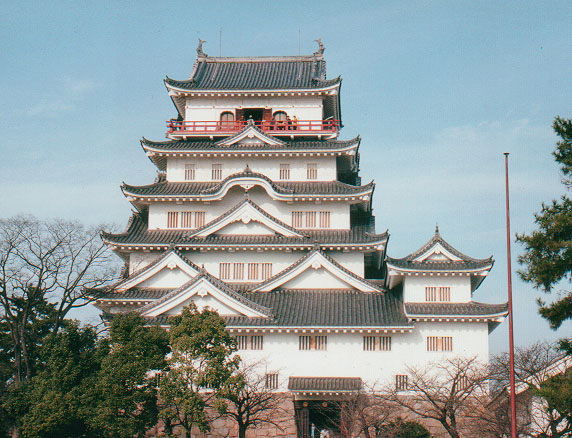
Donjon.
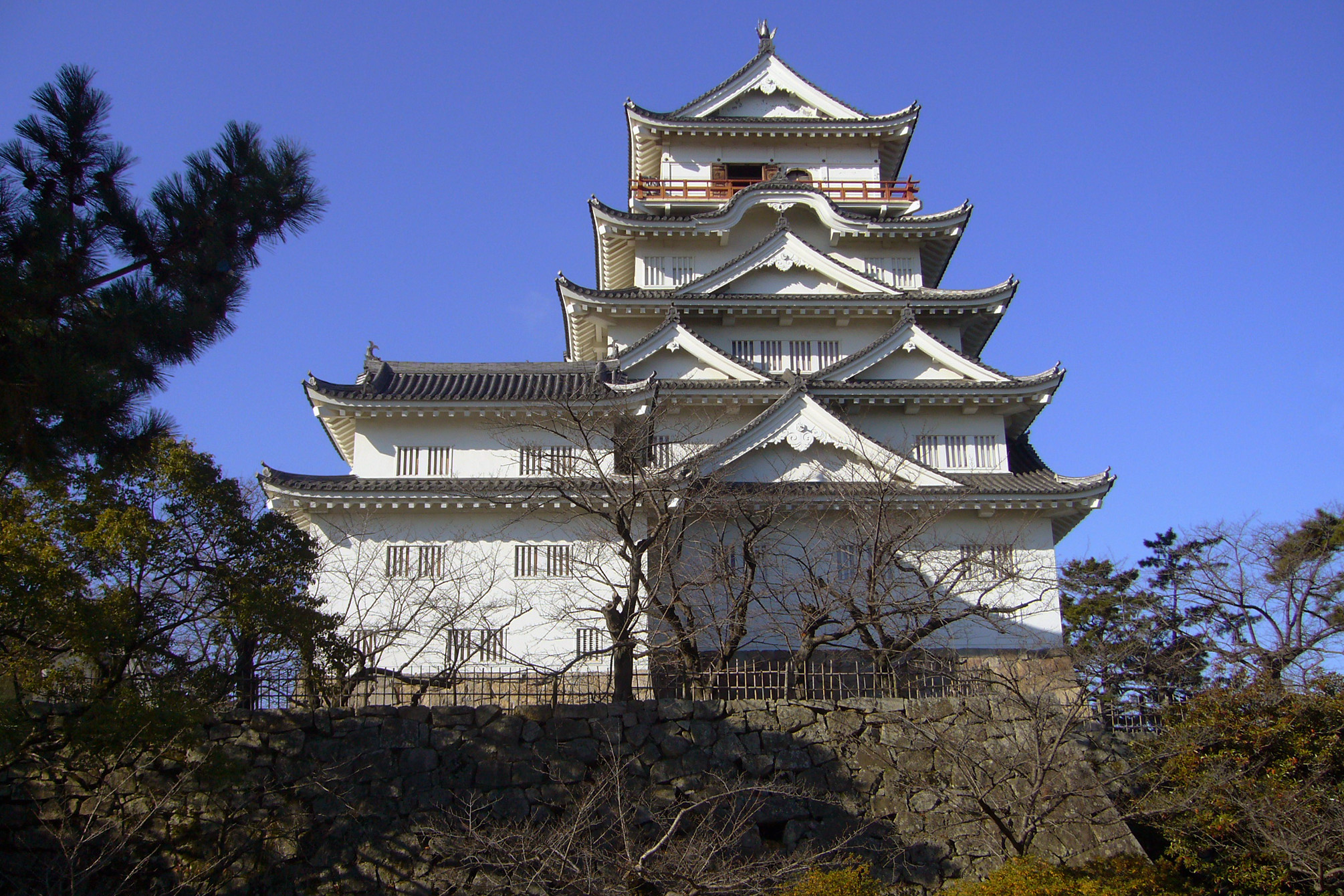
Donjon, vu de côté.
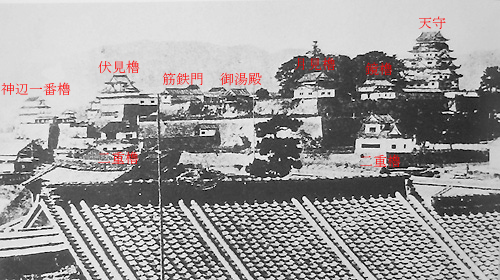
Panorama du château en 1873.
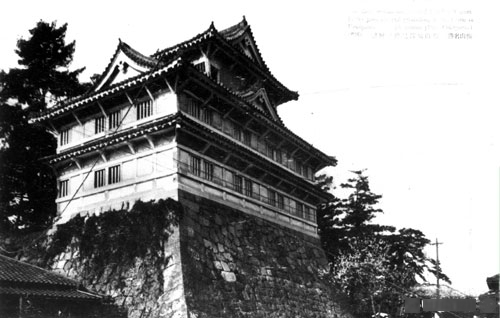
Tour Fushimi (Fushimi yagura) en 1934.
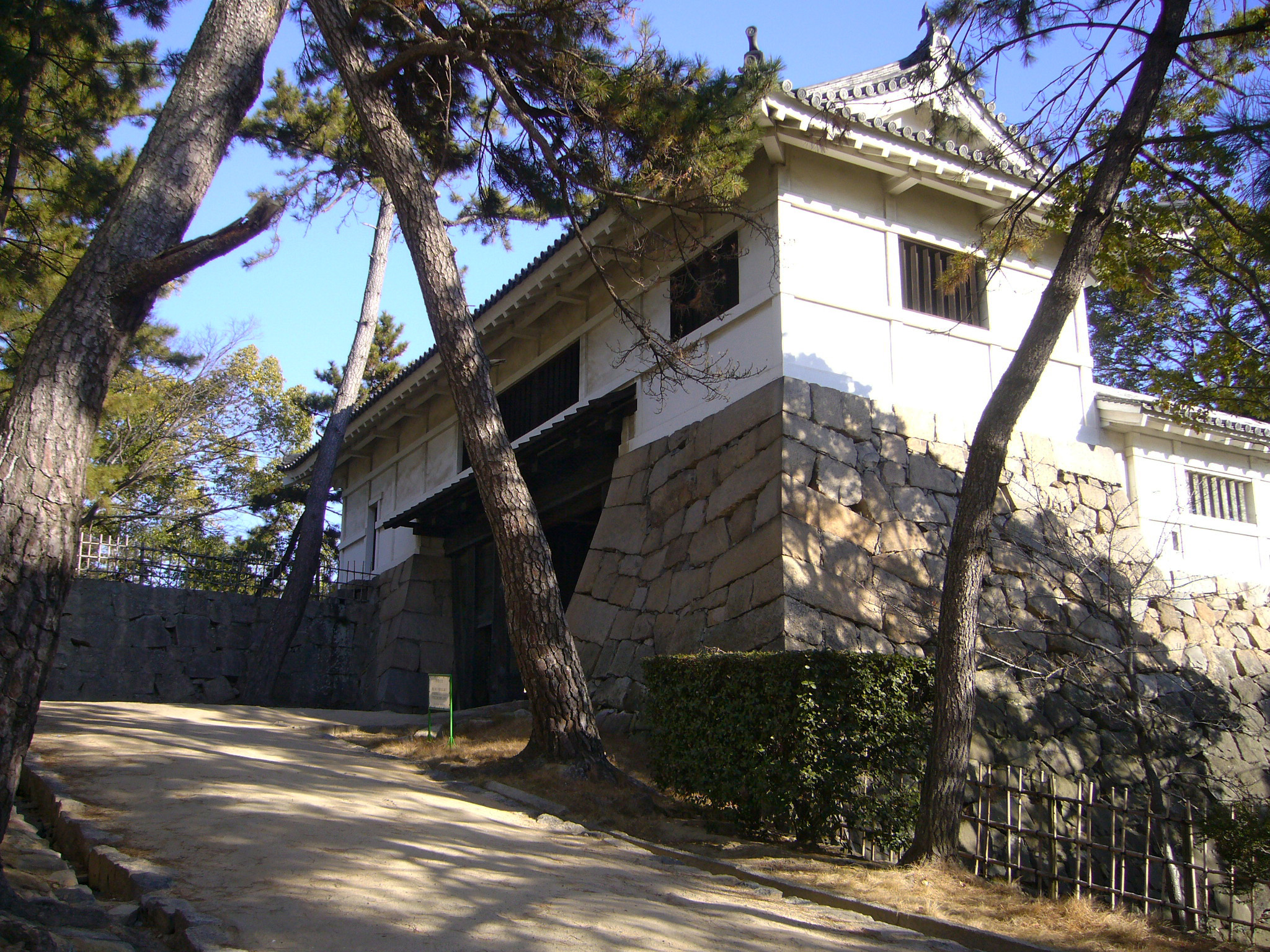
Porte Sujigane (Sujigane-go-mon).
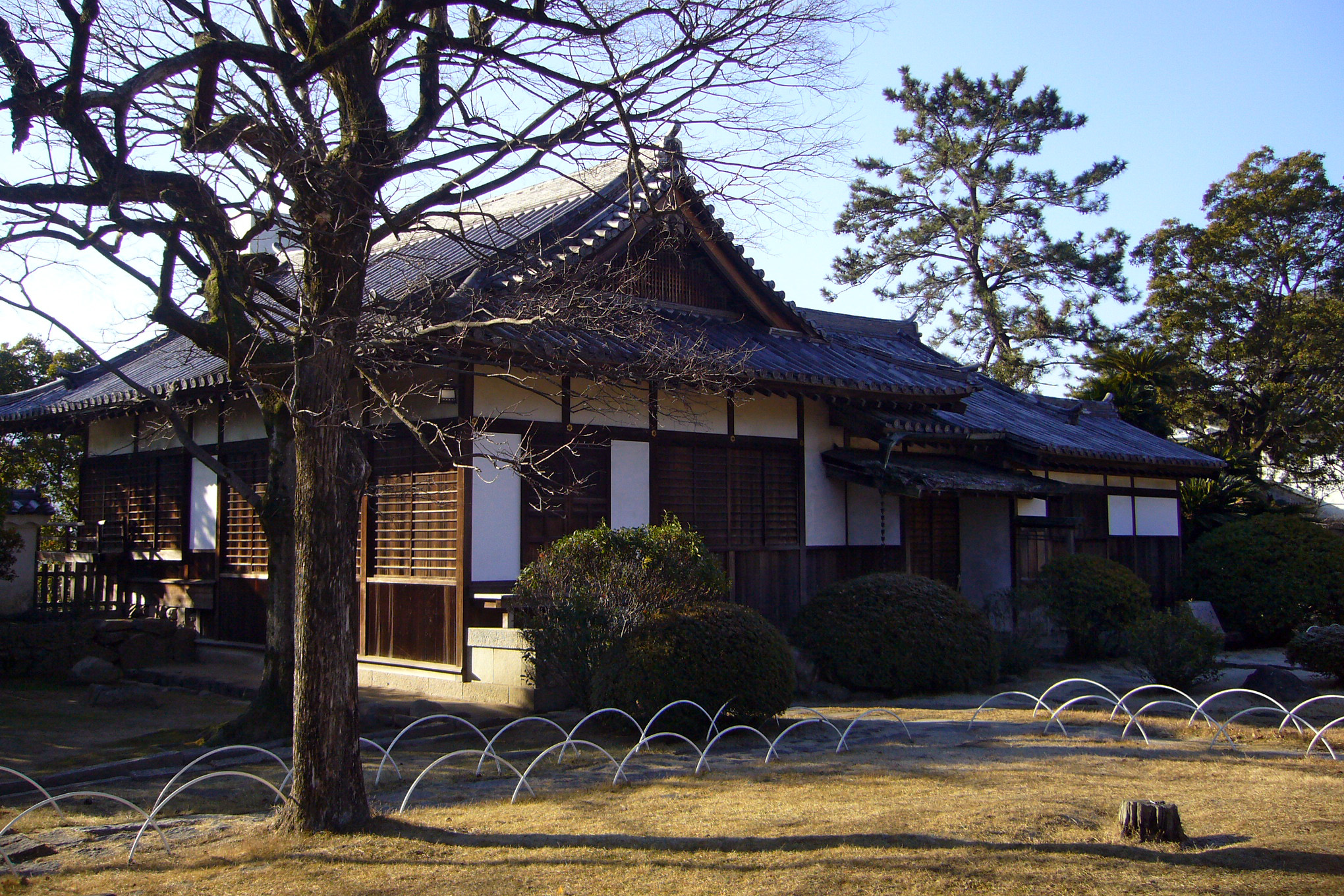
Établissement de bains (Yudono).
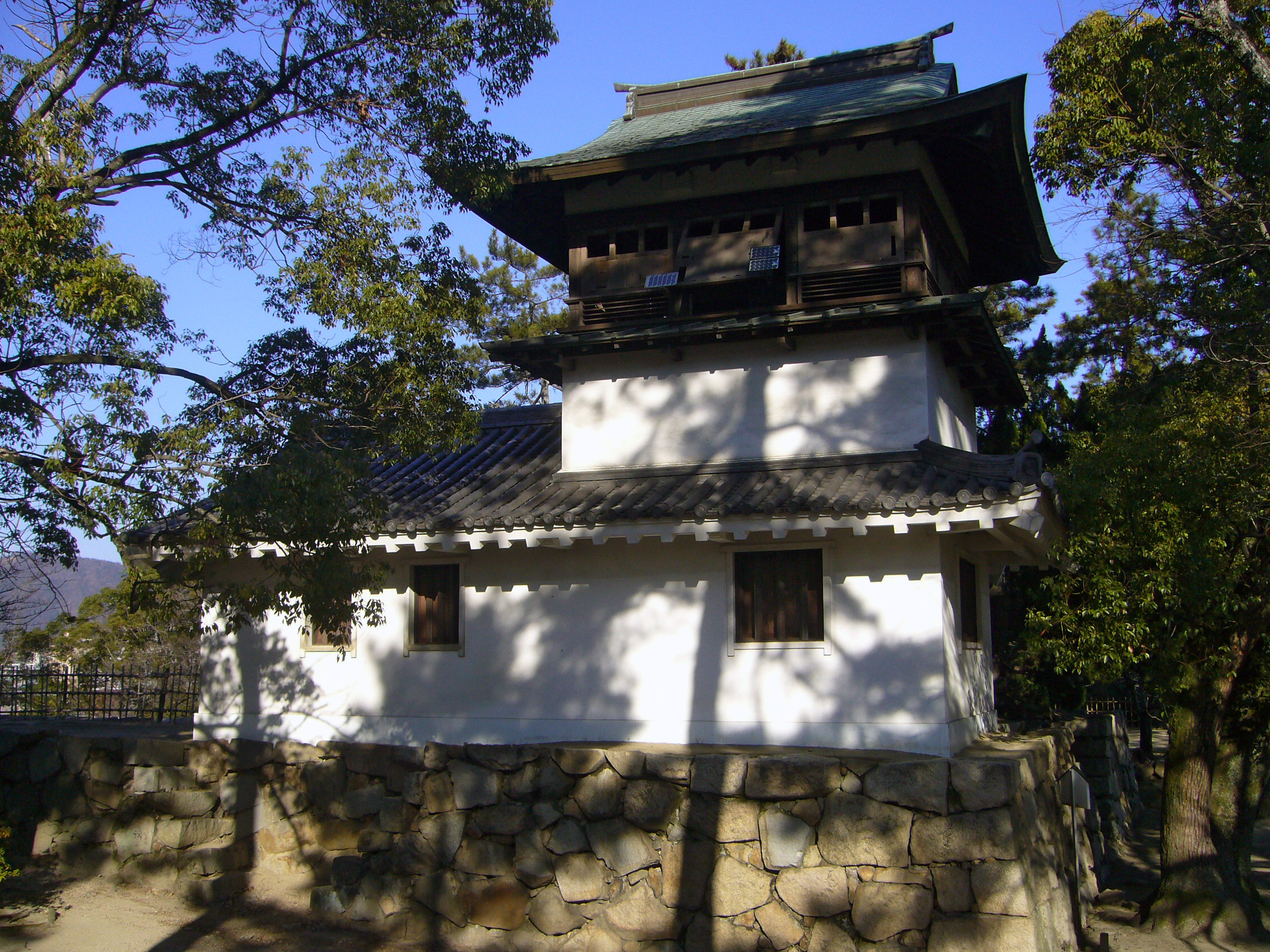
Tour Kane (Kane yagura).
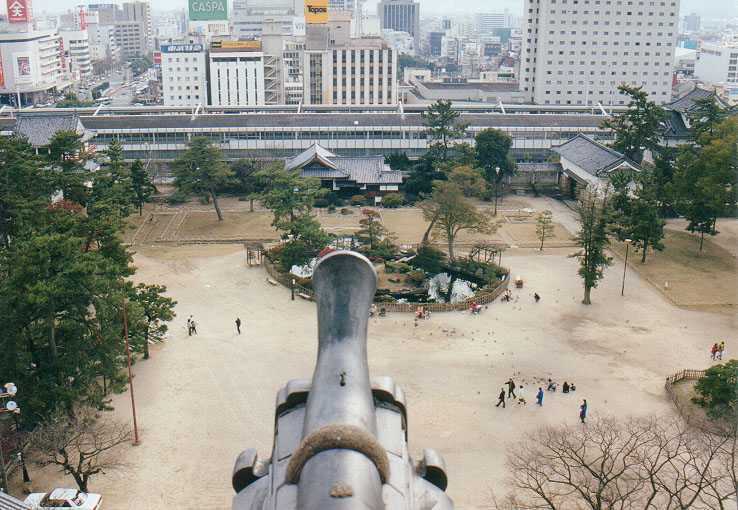
Cour intérieure.